# Encyclopaedia Metallum

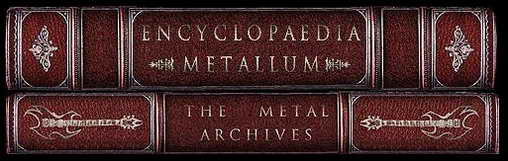
Logo

Encyclopaedia Metallum: The Metal Archives (obecně známá jako The Metal Archives nebo zkratkou MA) je internetová databáze heavymetalových kapel. Funguje jako encyklopedie, v níž lze najít mnoho údajů o jednotlivých kapelách, např. diskografii, původ kapely (zemi a město, odkud pochází), status (aktivní, kapela nehraje nebo změnila název,...), členy kapely a jejich fotografie, loga, texty písní, recenze psané uživateli a další. Kapely lze v databázi vyhledávat dle jména, nebo si zadat abecední řazení, řazení dle země původu nebo řazení dle podžánru (např. death metal, black metal, power metal, speed metal). V březnu 2013 obsahovala databáze informace o 90 000 kapelách z celého světa.

## Historie
Byla založena v červenci 2002 dvěma Kanaďany z Montrealu používajícími pseudonymy Morrigan a Hellblazer. Hellblazer sdělil, že mu v té době na internetu scházel takový projekt, kde by se daly zjistit informace o všech metalových kapelách. Ještě předtím se pokusil psát stránky jednotlivých kapel pomocí HTML, ale po několika pokusech tuto strategii opustil. Usoudil, že bude lepší spustit databázi, ve které sami návštěvníci mohou přidat informace, díky čemuž se bude systém rozrůstat. Website se stal známým a rychle rostl. První přidanou kapelou byli finští Amorphis. Po roce již bylo v systému přes 10 000 kapel. Zpočátku databázi moderovali Hellblazer s Morriganem sami, s rychle rostoucím počtem kapel bylo nutností moderátorský tým rozšířit. Hellblazer podotkl, že neměl tušení, kolik metalových skupin se po celém světě nachází. Zpočátku odhadoval, že jich bude v databázi maximálně kolem 10 000. V roce 2010 jich bylo už 70 000. Rovněž uvedl, že systém není příliš odlišný od Wikipedie, má však svá specifika. Příznivce zajímala i možnost vydání encyklopedie papírovou formou, což Hellblazer zcela nevyloučil, nicméně uvedl, že žádné konkrétní plány zatím nejsou. Problémem by byla mj. neaktuálnost dat již krátce po vydání.